# Milano Shotta Freestyle
Milano Shotta Freestyle è un singolo del rapper italiano Shiva, pubblicato il 9 gennaio 2024 come secondo estratto dal sesto album in studio Milano Angels.

## Tracce
Testi di Andrea Arrigoni, musiche di Amritvir Singh, Davide Grigolo.
1. Milano Shotta Freestyle – 2:33

## Classifiche
| Classifica (2024) | Posizione massima |
| ----------------- | ----------------- |
| Italia            | 26                |